# Olona
Az Olona (lombardul: Olòna) egy 131 km hosszú olaszországi folyó, Lombardia régióban. Átszeli Varesét, Milánót és Paviát, majd az utóbbi város közelében a Póba torkollik (San Zenone al Po mellett). A folyónak hat forrása van, ezek közül három Rasa di Varese mellett, három pedig délebbre, a folyás irányában a Valganna völgyben. A folyó tiszta vizét használja többek között a Poretti sörgyár is. A legtöbb szennyezés Varese és Milánó között kerül a folyóba. A Legnano utáni szakaszát magas gátak kísérik az árvizek megelőzése érdekében. Harminckilenc mellékfolyója van, ezek közül a legjelentősebbek: Vellone, Bevera Varesino, Lanza, Bozzente, Lura, Merlata and Mussa.